# Croton eriocladoides
Espèce
Croton eriocladoides est une espèce de plantes à fleurs du genre Croton et de la famille des Euphorbiaceae, présente au Brésil (Goiás).
Il a pour synonyme :
- Oxydectes eriocladoides, (Müll.Arg.) Kuntze